# Poppy Nogood and the Phantom Band
Poppy Nogood and the Phantom Band, est une œuvre du compositeur américain Terry Riley écrite fin 1966 début 1967, pour saxophone soprano, orgue électrique et bandes magnétiques. Cette pièce, qui est considérée comme la pièce la plus importante du compositeur pour saxophone, est une improvisation basée sur la répétition de motifs simples.

## Historique
Selon Riley, son titre fait référence à une expression qu'utilisait la fille de Riley lorsqu'elle était en colère contre son père, « poppy no good », et Phantom Band dérive des délais induits par les accumulateurs électroniques. 
Cette œuvre découle directement et est intimement liée dans sa forme à Dorian Reeds composé en 1965. Comme cette dernière elle utilise la répétition de motifs simples avec accumulation et superposition de voix par l'électronique, à la fois en live, et en différé. Poppy Nogood a été enregistrée en 1969 comme face B de A Rainbow in Curved Air chez Columbia Records.

## Enregistrements
- Poppy Nogood and the Phantom Band, par Terry Riley, Columbia Records, 1969.
- Poppy Nogood and the Phantom Band - All Night Flight, par Terry Riley, Orkhestra, 2008.